# 格羅諾
格羅諾（Grono）是瑞士的城鎮，位於該國東部，由格勞賓登州負責管轄，面積1.32平方公里，海拔高度650米，2011年人口351，八成半人口使用意大利語，人口密度每平方公里266人。

## 外部連結
- Official website （意大利文）